# Solonaima bifurca
Solonaima bifurca är en insektsart som beskrevs av Hoch 1988. Solonaima bifurca ingår i släktet Solonaima och familjen kilstritar. Inga underarter finns listade i Catalogue of Life.